# Runowo (Czarnków-Trzcianka)
Pour les articles homonymes, voir Runowo.
Runowo (prononciation : [ruˈnɔvɔ], en allemand : Runau) est un village polonais de la gmina de Trzcianka dans le powiat de Czarnków-Trzcianka de la voïvodie de Grande-Pologne dans le centre-ouest de la Pologne.
Il se situe à environ 10 kilomètres au sud de Trzcianka (siège de la gmina), à 12 kilomètres au nord-ouest de Czarnków (siège du powiat), et à 71 kilomètres au nord-ouest de Poznań (capitale de la Grande-Pologne).

## Histoire
De 1975 à 1998, le village faisait partie du territoire de la voïvodie de Piła.

Depuis 1999, Runowo est situé dans la voïvodie de Grande-Pologne.
Le village possède une population de 375 habitants.